# فلاديسلاف الثاني ملك المجر
ڤلاديسلاوس الثاني (Vladislaus )، المعروف أيضا باسم ڤلاديسلاڤ الثاني (Vladislav)(1 مارس 1456م – 13 مارس 1516م)، ملك بوهيميا من 1471م إلى 1516م وملك المجر وكرواتيا من 1490م إلى 1516م. والده كازيمير الرابع ياغيلون ملك بولونيا وهو ابنه البكر. كان من المتوقع أن يرث بولونيا (بولندا) وليتوانيا. عرض جورج بوديبراد حاكم بوهيميا الهوسي على ڤلاديسلاڤ أن يكون خليفته ووريثه ملكاً على بوهيميا في 1468م. 
وبما أن الملك المجري القوي ماتياس كورفينوس (1458م-1490م) ملك المجر وكرواتيا ادعى أيضًا العرش البوهيمي، اندلعت الحرب بين المجر وبوهيميا، واستولى ماتياس على معظم مورافيا.
وبما أن المجر كانت مهددة بشكل متزايد من قبل الدولة العثمانية وكان لدى ڤلاديسلاڤ وريث واحد فقط، فقد قرر الدخول في تحالف مع آل هابسبورغ، واتفق مع الإمبراطور الروماني المقدس ماكسيمليان الأول على أنه إذا مات دون ورثة، فإن المجر وبوهيميا سوف تنتقلان إلى آل هابسبورغ، وبشكل أكثر مباشرة إلى فرديناند الأول حفيد ماكسيميليان ، الذي تزوج ابنة ڤلاديسلاڤ. 
توفي ڤلاديسلاڤ بعد فترة وجيزة دون أن يترك وريثًا، وانتقلت ممتلكاته إلى  فرديناند الأول، الإمبراطور الروماني المقدس.